# Distretto di Toamasina II
Il distretto di Toamasina II è un distretto del Madagascar situato nella regione di Atsinanana. 
La popolazione del distretto è di 219 227 abitanti (censimento 2011).